# Анвар, Шехзана
Шехзана Куки Анвар (англ. Shehzana Kuki Anwar; род. 21 августа 1989, Найроби) — кенийская лучница, выступающая на соревнованиях по стрельбе из олимпийского лука. Чемпионка Африки и участница Олимпийских игр.

## Карьера
На чемпионате Африки 2016 года, проходившем в столице Намибии Виндхуке в январе, Шехзана Анвар в женских индивидуальных соревнованиях одержала победу, в финале оказавшись сильнее египтянки Рим Мансур. Этот успех позволил ей принести своей стране путёвку на Олимпиаду в Рио-де-Жанейро, она стала третьим стрелком из лука от своей страны на Олимпийских играх после Доминика Джона Ребело и Дженнифер Мбута.
Анвар была знаменосцем сборной Кении на Летних Олимпийских играх 2016 года в Рио-де-Жанейро. В индивидуальных соревнованиях, будучи 62-й в рейтинговом раунде, в первом матче плей-офф потерпела поражение от олимпийской чемпионки 2012 года Ки Бо Бэ из Южной Кореи.
После Олимпиады-2016 Шехзана решила стать тренером, при этом надеясь найти возможность как тренировать, так и выступать. Кенийка отметила, что для неё это важно, так как в стране есть всего два тренера по стрельбе из лука, а её олимпийский опыт позволил ей понять, на что стоит обратить внимание при тренировках.
На Африканских играх 2019 года в Рабате кенийская лучница дошла до 1/8 финала, где в упорной борьбе с египтянкой Амаль Адам уступила в перестрелке. Шехзана также участвовала в миксте с Акилом Саид Мухаммед, но в первом раунде уступили со счётом 0:6 сборной Южной Африки.